# Chaetacme

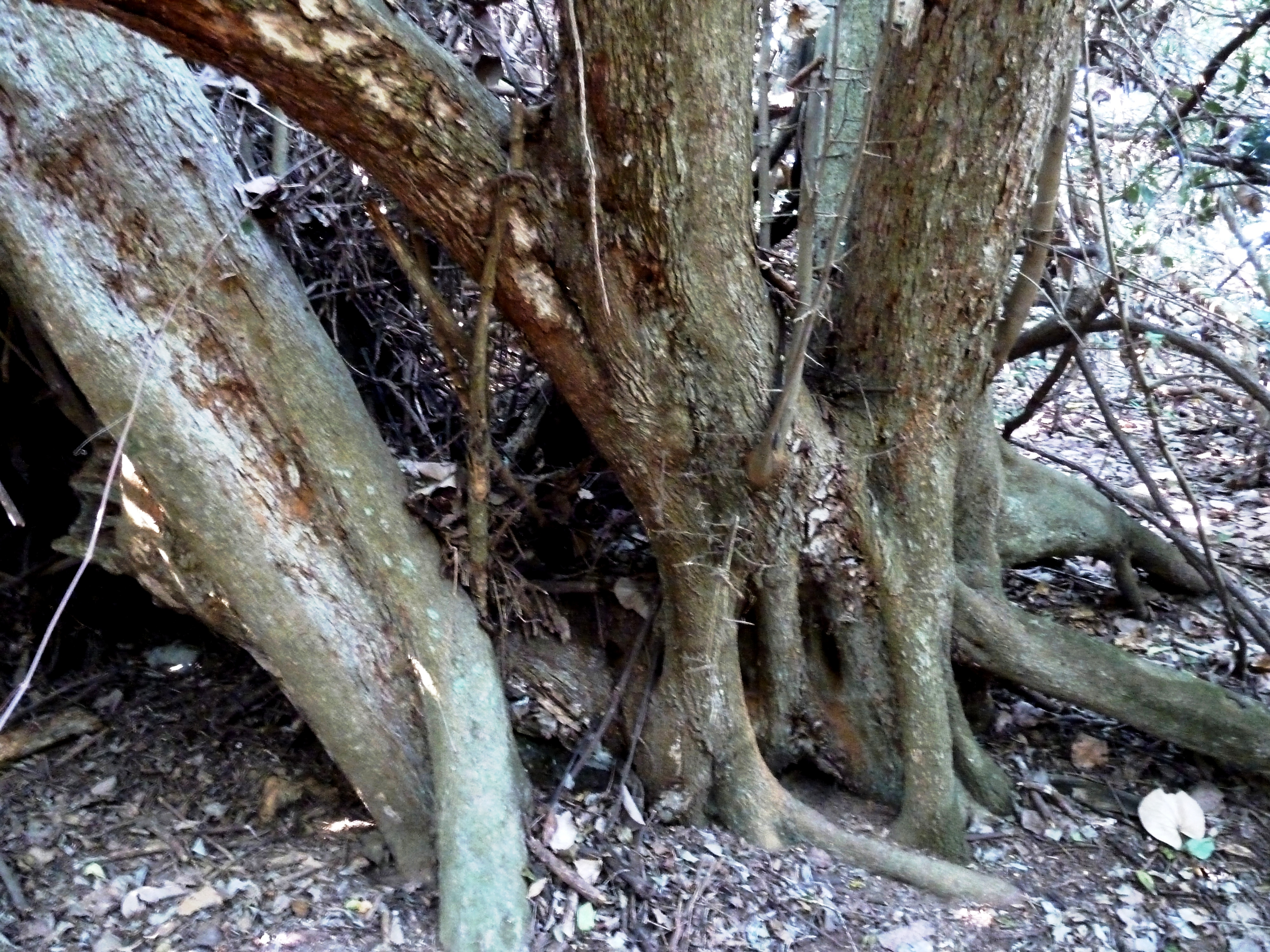
Tronco de 'Chaetacme aristata

Chaetacme é um género monotípico de plantas com flor pertencente à família Cannabaceae, cuja única espécie é 'Chaetacme aristata'.

## Descrição
Chaetachme é um género monotípico de plantas com flor da família Cannabaceae cuja única espécie é Chaetachme aristata, conhecida por muyuyu na língua kikuyu.
A espécie é nativa do leste e oeste da África, incluindo Madagáscar. A espécie está incluída na família Cannabaceae por ser filogeneticamente próxima do género Celtis.
A espécie é um arbusto ou pequena árvore, crescendo até aos 10 metros de altura, com ramos angulosos e pendentes, cobertos por espinhos com até 3,5 centímetros de comprimento. As folhas em forma de lança (lanceoladadas) têm até 11 centímetros de comprimento por 5 centímetros de largura, agudas no ápice e lisas ou serrilhadas nos bordos. O arbusto é dióico e sexualmente dimórfico, com flores masculinas e femininas em indivíduos separados.
O arbusto é o hospedeiro do insecto Miridae Volumnus chaetacme.
Na sua região de distribuição natural, os ramos espinhosos destas árvores são utilizado na construção de vedações e cercas em trono das aldeias e dos currais.